# Рихтгофен, Фердинанд фон
Барон Фердинанд Пауль Вильгельм фон Рихтгофен (нем. Ferdinand Paul Wilhelm Freiherr von Richthofen; 5 мая 1833, Бад-Карлсруэ — 6 октября 1905, Берлин) — немецкий геолог, географ и путешественник, основоположник геоморфологии, президент Берлинского географического общества (с 1873). Автор эоловой гипотезы происхождения лёсса и термина «Великий шёлковый путь» (1877).
Сын историка Карла фон Рихтгофена. Дядя Манфреда фон Рихтгофена, «Красного барона», одного из лучших асов Первой мировой войны.

## Биография
Рихтгофен родился 5 мая 1833 года. После окончания средней школы слушал лекции по геологии в Бреславе, однако стремление к изучению природы и в особенности геологии пробудилось в нём ещё раньше: ещё мальчиком Фердинанд совершил пешее путешествие из Бреславля вдоль Альп до Адриатического моря, чем поверг в шок своих родителей.
С 1852 по 1856 год Рихтгофен провёл в Берлине, слушая лекции в Берлинском университете с небольшим перерывом, обусловленным отбыванием им воинской повинности. Особенно интересовали его лекции профессора Густава Розе по геологии и петрографии кристаллических пород.
Окончил Берлинский университет. В 1856 произвёл геологическое исследование юго-восточного Тироля и Карпат.
В 1860—1867 вместе с прусским посольством посетил Японию, Китай, Сиам, Манилу и голландские владения внутри Индии, и побывал также в ещё неисследованных частях Явы. Совершил пешее путешествие из Бангкока в город Моулмейн.
С берегов Бенгальского залива отправился в США, где некоторое время работал геологом в Калифорнии и в горах Сьерра-Невада.
В 1868 вернулся в Восточную Азию и до 1872 занимался исследованием Китая. Он объездил 13 из 18 китайских провинций. В этой экспедиции помимо геологии учёного стали интересовать общие проблемы географии.
В 1873 избран Президентом Берлинского географического общества.
В 1875 Рихтгофен вернулся в Германию и стал профессором сначала Боннского, затем Лейпцигского и наконец Берлинского университетов.
На основе материалов собственных многолетних экспедиционных исследований «собрал огромный материал, позволивший ему установить глубокую внутреннюю связь геологического строения с рельефом, климатом, растительностью, животным миром и хозяйственной деятельностью человека»
Со строго научных позиций разрабатывал вопрос о предмете географии. Определил географию как науку о компонентах земной поверхности и их взаимодействии
Предложил классификацию географических наук, разделив их на физическую географию, биогеографию и антропогеографию. Экономическую географию отнес к антропогеографии
В составе физической географии выделил новую научную дисциплину, которую определил как геоморфологию
Среди его многочисленных учеников — знаменитый Свен Гедин и Артур Берсон. Особенное значение имеют исследования Рихтгофена о геологическом устройстве Китая, о залежах каменного угля в Китае, о распространении нуммулитовых пород на Филиппинских островах, о золотоносных богатствах Калифорнии, а также систематические труды о трахитовых породах.
В 1877 году ввёл научный термин «Великий шёлковый путь».

## Память
Именем Рихтгофена назван горный хребет в Наньшане.

## Работы
- «Китай. Результаты собственных путешествий.» 5 томов. 1877—1911 гг.
- «Путеводитель для исследователя-путешественника». 1886 год.
- «Геоморфологические этюды Восточной Азии» 4 тома. 1901—1903 гг.
- «Китайские дневники» 2 тома. 1907 год.